# Bracon capitalis
Bracon capitalis är en stekelart som beskrevs av Szepligeti 1906. Bracon capitalis ingår i släktet Bracon och familjen bracksteklar. Inga underarter finns listade.